# 夺底清真寺
夺底清真寺是中华人民共和国西藏自治区拉萨市城关区夺底乡夺底沟的一座清真寺，地处拉萨市北郊。该清真寺附近还有穆斯林墓地一处。